# Кучичино
Кучичино (на македонска литературна норма: Кучичино) е село в източната част на Северна Македония, в Община Чешиново-Облешево.

## География
Селото е разположено в Кочанското поле, западно от град Кочани. На изток от него се намира планината Плачковица. Покрай Кучичино тече реката Брегалница.

## История
В XIX век Кучичино е село в Кочанска кааза на Османската империя. Според статистиката на Васил Кънчов („Македония. Етнография и статистика“) от 1900 година Кучичино (Кучи Баба) има 350 жители българи християни.
В началото на XX век населението на селото е под върховенството на Българската екзархия. По данни на секретаря на екзархията Димитър Мишев („La Macédoine et sa Population Chrétienne“) през 1905 година в Кучичино (Koutchichino) има 400 българи екзархисти.
При избухването на Балканската война в 1912 година 8 души от Кучичино са доброволци в Македоно-одринското опълчение.

## Личности
Родени в Кучичино
- Васил Николов Тасев – Кучичански (1895 – 1933), български революционер, деец на ВМРО
- Мито Георгиев, български революционер от ВМОРО, четник на Никола Андреев[4]
- Серафим Арсов (1878/1880 - ?), български революционер от ВМОРО[5]
- Христо Барбумски, ръководител на местния комитет и член на околийския комитет на ВМОРО, убит по нареждане на Кръстьо Българията[6]